# جوديث شملا
جوديث شملا (بالفرنسية: Judith Chemla)‏ هي ممثلة فرنسية، ولدت في 16 فبراير 1984 في فرنسا. بدأت مشوارها المهني سنة 2007.

## أعمال

### أفلام
- (2016) حياة امرأة

## ترشيحات
- جائزة سيزار لأفضل ممثلة مساعدة (2013)
- جائزة سيزار لأفضل ممثلة، عن عمل: حياة امرأة (2017)

## وصلات خارجية
- جوديث شملا على موقع IMDb (الإنجليزية)
- جوديث شملا على موقع ألو سيني (الفرنسية)
- جوديث شملا على موقع ميوزك برينز (الإنجليزية)
- جوديث شملا على موقع أول موفي (الإنجليزية)
- جوديث شملا على موقع قاعدة بيانات الأفلام السويدية (السويدية)
- جوديث شملا على موقع قاعدة بيانات الفيلم (الإنجليزية)
- جوديث شملا على موقع كينوبويسك (الروسية)